# Lisa Blunt Rochester
Lisa Blunt Rochester, född 10 februari 1962 i Philadelphia i Pennsylvania, är en amerikansk demokratisk politiker. Hon är ledamot av USA:s senat från Delaware från januari 2025. Hon var ledamot av USA:s representanthus från 2017 till 2025. Hon är den första kvinnan och första afroamerikanen som representerar Delaware i senaten.
Blunt avlade 1985 kandidatexamen vid Fairleigh Dickinson University och 2003 masterexamen vid University of Delaware. I kongressvalet 2016 vann hon mot republikanen Hans Reigle.